# 中央合同庁舎第1号館
中央合同庁舎第1号館（ちゅうおうごうどうちょうしゃだいいちごうかん、英語: Central Gov't Bldg. No.1）は、東京都千代田区霞が関一丁目にある日本の中央省庁の合同庁舎。

## 概要
かつて旧海軍省本館があった場所に建設された、戦後初の本格的官庁建築にして初の中央合同庁舎である。上空から見るとアルファベットの「E」の形に建物が建てられており、本館の背後に別館と北別館が配置されている。
「職務能率の向上と、公衆の利便を最重点に置いた、簡潔明快な思想で貫かれた庁舎」という方針を元に1949年（昭和24年）に計画され、1954年（昭和29年）に本館が落成。続いて北別館は1964年（昭和39年）に落成し、別館が1965年（昭和40年）に落成した。建築面積は4713m2である。
変わった施設として、正面玄関ロビー内に組立茶室が設けられている。国産農産品のPRのために設けられた展示・実演スペースで、茶道の実演の他、和装の生地となる繊維製品（紬をはじめとした絹織物など）の展示に用いられている。
2018年（平成30年）、別館の南側に中央官衙地区初の木造（耐火建築物）庁舎となる「南別棟」が建設された。アソシエ・インターナショナルが運営する農林水産省の事業所内保育所「アソシエナーサリー霞が関」が開設されている。

## 入居機関
- 農林水産省
  - 林野庁
  - 水産庁

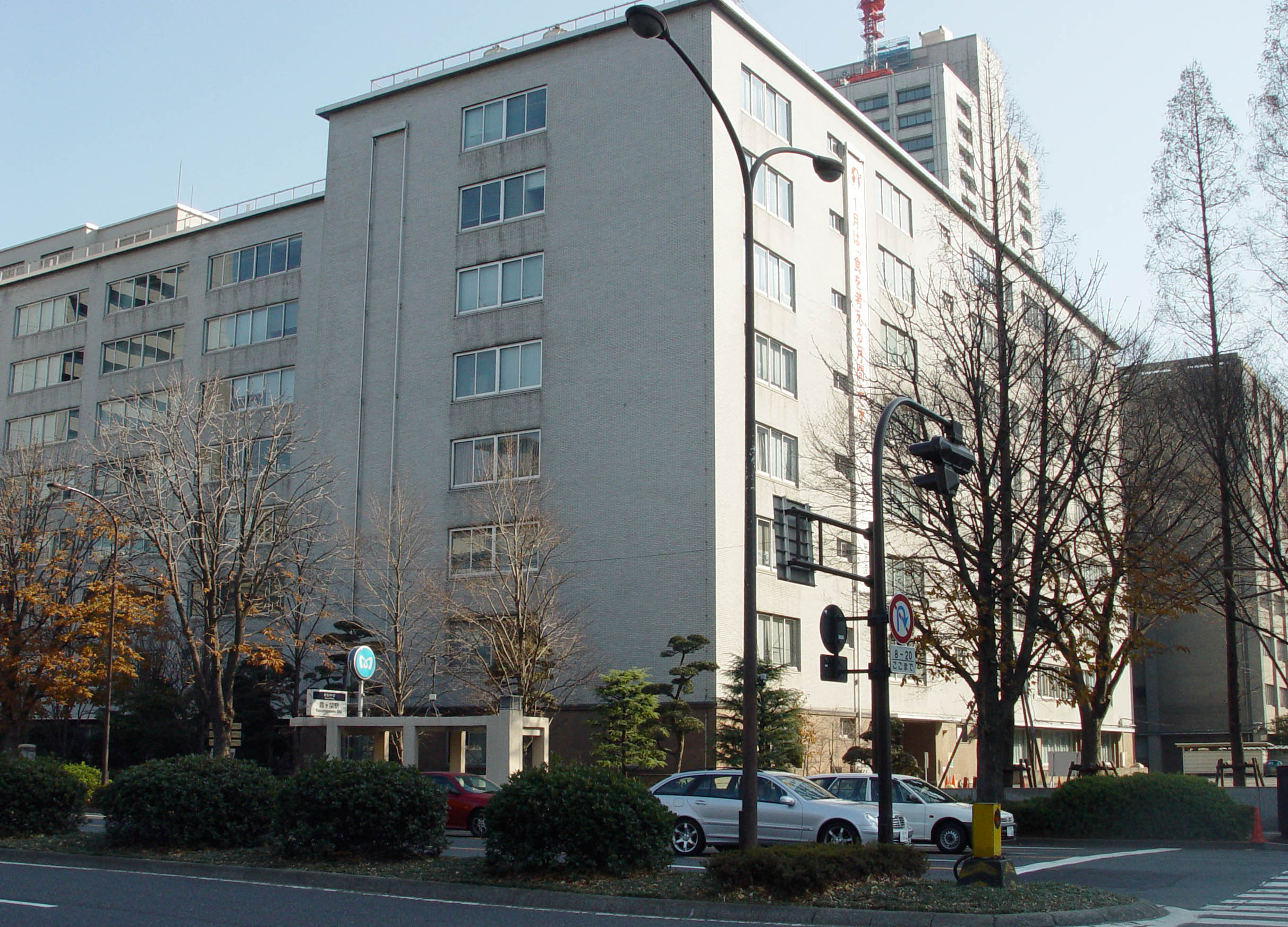
第1号館本館（南西側より）

このほか、庁舎内に霞ヶ関郵便局が所在する。同郵便局は、一般利用者も特に制限なく利用可能である。